# Слейнгард, Донован
Донован Карлос Саверио Слейнгард (нидерл. Donovan Carlos Saverio Slijngard; родился 28 августа 1987 года, Амстердам) — нидерландский футболист, защитник клуба «Нордвейк».
Воспитанник амстердамского «Аякса», выступал также на правах аренды за «Гронинген». С сентября 2008 года выступал на правах аренды за роттердамскую «Спарта», а 29 мая 2009 года подписал с этим клубом контракт на три года.

## Клубная карьера
Донован Слейнгард начал заниматься футболом в юношеском клубе «Кобю Бойс» из города Амерсфорта. В 1996 году Донован в возрасте девяти лет перешёл в футбольную школу амстердамского «Аякса». Слейнгард прошёл все возрастные команды «Аякса», а также был капитаном молодёжного состава амстердамцев. В 2006 году получил звание самого талантливого игрока «Аякса» в году. 1 июля 2006 года Донован подписал профессиональный контракт с «Аяксом».
В конце января 2007 года, Слейнгард и ещё несколько молодых игроков «Аякса» были отданы в аренду в разные команды, Донован перешёл в «Гронинген». Дебют Донована в Высшем дивизионе Нидерландов за «Гронинген» состоялся 9 февраля 2007 года в матче против роттердамского «Эксельсиора», Слейнгард вышел на замену на 89-й минуте вместо нападающего Юри Корнелиссе, матч завершился гостевой победой «Гронингена» со счётом 0:2. Всего за «Гронинген» Донован в чемпионате сезона 2006/07 сыграл два матча.
После возвращения из аренды Донован выступал за молодёжный состав «Аякса», но дебют Слейнгарда в основной команде состоялся 18 мая 2008 года в матче плей-офф чемпионата сезона 2007/08 против «Твенте», завершившийся вничью 0:0. 2 сентября 2008 года Слейнгард на правах аренды перешёл в роттердамскую «Спарту», срок аренды нападающего действовал до 1 июля 2009 года. Дебют Донована за «Спарту» состоялся 13 сентября 2008 года в гостевом матче против ПСВ, Слейнгард отыграл весь матч, а его команда проиграл со счётом 1:0. Слейнгард довольно быстро стал игроком основного состава во многом благодаря главному тренеру «Спарты» Фуке Бою, который постоянно использовал Донована на левом фланге обороны. Всего за сезон 2008/09 Слейнгард провёл 24 матча и забил один автогол, который Слейнгард забил 6 декабря 2008 года в матче против «Твенте», завершившийся разгромом «Спарты» со счётом 6:2.
29 мая 2009 года Слейнгард подписал трёхлетний контракт со «Спартой», Донован достался роттердамскому клубу бесплатно, так контракт футболиста с «Аяксом» заканчивался 30 июня 2009 года.

## Достижения
«Жальгирис»
- Чемпион Литвы (2): 2015, 2016
- Обладатель Кубка Литвы (2): 2015/16, 2016
- Обладатель Суперкубка Литвы (2): 2016, 2017

Личные
- Талант года в «Аяксе»: 2006